# Jackson County (Michigan)
Jackson County je okres na jihu státu Michigan v USA. K roku 2010 zde žilo 160 248 obyvatel. Správním městem okresu je Jackson. Celková rozloha okresu činí 1 875 km².

## Sousední okresy
| Růžice kompasu | Eaton County     | Ingham County             | Livingston County | Růžice kompasu |
| Růžice kompasu | Calhoun County   | Sever                     | Washtenaw County  | Růžice kompasu |
| Růžice kompasu | Calhoun County   | Jackson County (Michigan) | Washtenaw County  | Růžice kompasu |
| Růžice kompasu | Calhoun County   | Jih                       | Washtenaw County  | Růžice kompasu |
| Růžice kompasu | Hillsdale County |                           | Lenawee County    | Růžice kompasu |